# 말도
말도(末島)는 전북특별자치도 군산시 옥도면 말도리에 위치한 총면적 0.36km2,  해안선 길이 3km의 섬이다. 고군산군도의 가장 바깥쪽에 위치하고 있다. 주변 바다는 고군산군도에서 황금어장으로 손꼽히는 곳이다. 1909년 11월 일제에 의해 세워진 고군산군도에서 가장 큰 말도 등대는 여행객들의 관광 명소이다.

## 같이 보기
- 말도항 - 대한민국의 국가어항
- 군산 말도 습곡구조 - 대한민국의 천연기념물